# Веселе (Білоцерківський район)
Весе́ле —  село в Україні, в Ставищенській селищній громаді Білоцерківського району Київської області. Населення становило 1 особу. На 2021 рік практично втратило ознаки населеного пункту.

## Галерея

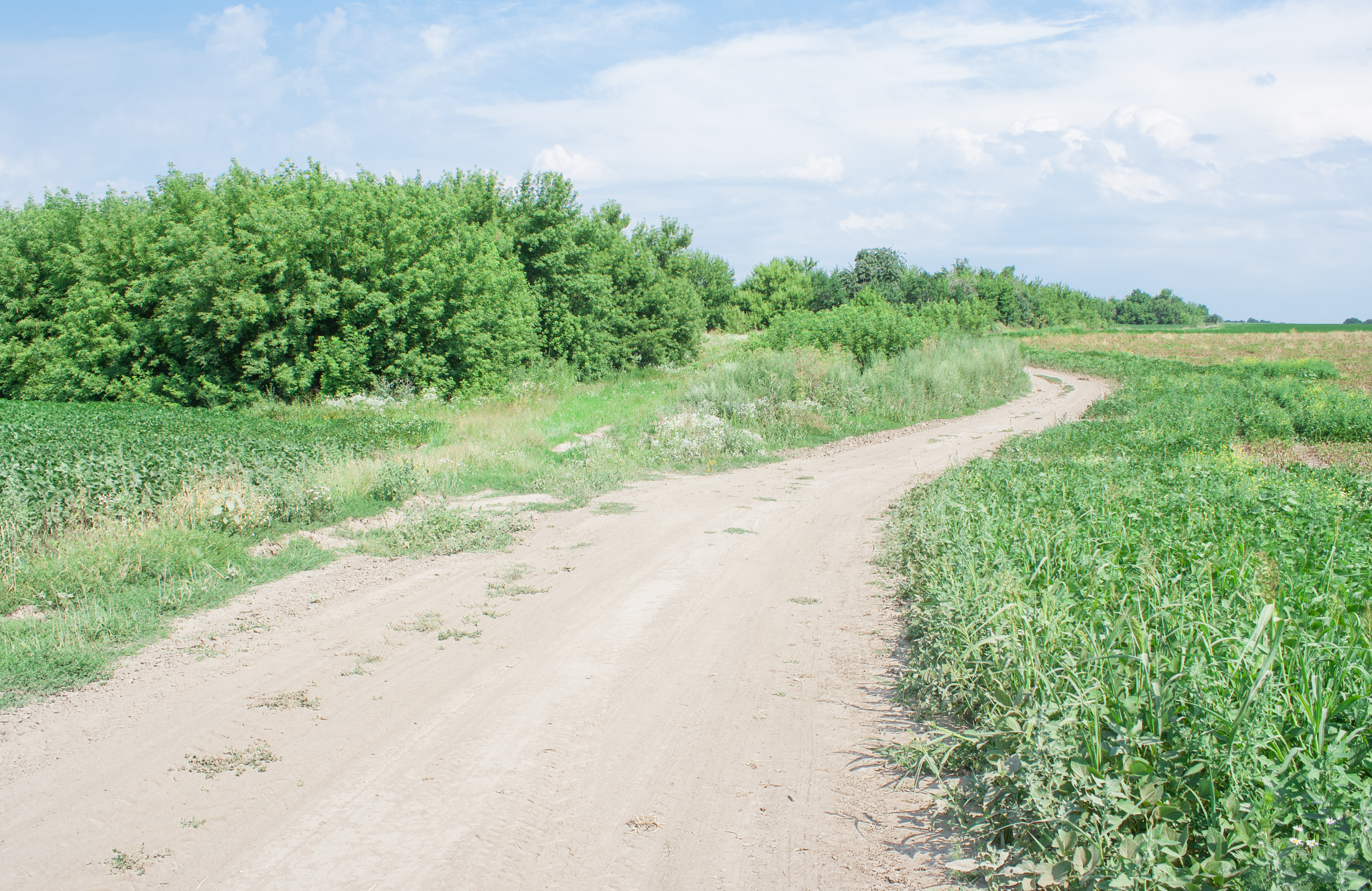
В'їзд у село
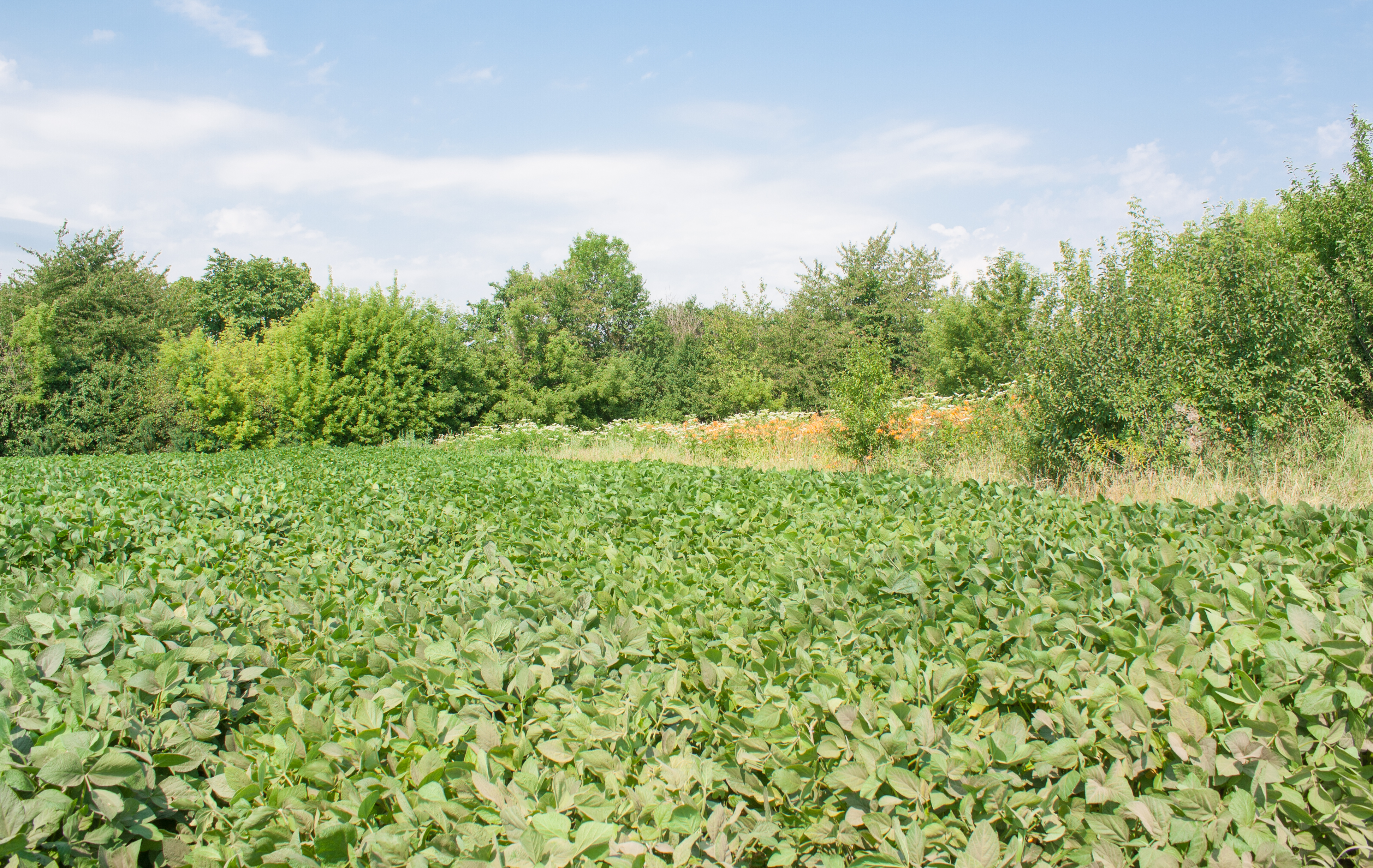
Все, що залишилось від села

| Україна | Це незавершена стаття з географії України. Ви можете допомогти проєкту, виправивши або дописавши її. |